# Stuart Adamson

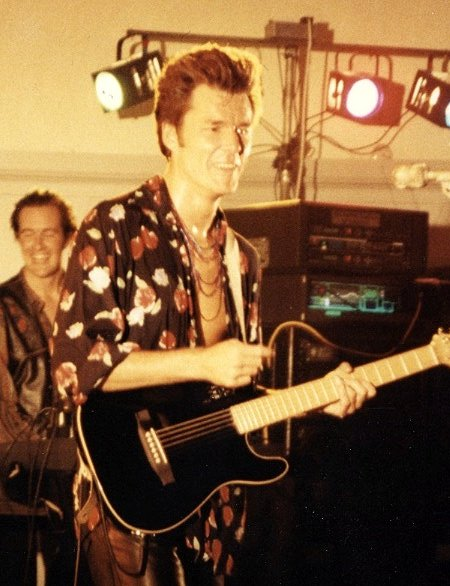
Stuart Adamson

William Stuart Adamson (Manchester, 11 april 1958 - Honolulu, 16 december 2001) was een Brits rockmusicus die gold als oprichter van punkband The Skids en later van rockband Big Country en uiteindelijk country rock act The Raphaels.
Adamson is voornamelijk bekend door zijn virtuoze en onderscheidende gitaarspel, waarbij het samenspel van twee elektrische gitaren (tezamen met Big Country collega Bruce Watson) een geluid creëerde dat vaak vergelijkbaar is met dat van een doedelzak. Dit werd bereikt door toepassing van diverse gitaareffecten, waaronder E-bow, en intensief gebruik van reverb. Op deze wijze ontstonden melodieuze rocksongs die vaak herkenbaar waren of gebaseerd waren op meer traditionele Schotse arrangementen en ritmes.
In 1977 werd The Skids opgericht door Richard Jobson en Stuart Adamson. De grootste successen van deze band werden met name gevierd in Engeland met het nummer Into The Valley (een nummer dat tegenwoordig bij iedere thuiswedstrijd van Dunfermline FC wordt gespeeld als de spelers het veld opkomen). Stuart Adamson was verantwoordelijk voor de typische sound van de band, maar verliet The Skids voor hun laatste album Joy.
Stuarts gitaarspel werd internationaal bekend met Big Country's eerste hit Fields of Fire, in 1983, die in Engeland een top 10-hit werd, gevolgd door debuutalbum The Crossing dat genomineerd werd voor een Grammy Award in dat jaar. Andere bekende en typische Big Country hits op dat album waren In A Big Country en Chance, dat ook in Nederland een top 20-positie bereikte.
In Amerika werd Big Country echter beschouwd als een 'one-hit-wonder', maar in Europa en met name Engeland en Schotland bereikte de band grote populariteit. Niet in de laatste plaats vanwege de live-optredens van de band, waarbij Stuart Adamson bestaande studio-songs op het podium omtoverde tot ongekende gitaarkunst.
Na The Crossing nam echter de commerciële populariteit van Big Country wel degelijk af, met opvolgers Steeltown (1984), The Seer (1986, met de hit Look Away), Peace In Our Time (1988), No Place Like Home (1991). Met The Buffalo Skinner (1993) probeerde de band het tij te keren door een terugkeer naar een puur gitaar gedreven album uit te brengen, met onder meer de single Ships, maar buiten een zeer loyale en grote volgzame fanbase kon dit album op weinig aandacht meer rekenen. Hetzelfde gold voor de opvolger in 1995, Why The Long Face.
In 1999 verdween Stuart Adamson korte tijd spoorloos, maar dook later weer op, en gaf aan er even tussenuit te willen. Ondertussen was er ook sprake van de strijd van Stuart met alcoholisme. In datzelfde jaar verhuisde Stuart naar Nashville (USA) voor inspiratie met andere muziekstijlen, voornamelijk country. In 1999 bracht Big Country nog het album Driving To Damascus uit, gevolgd door een laatste tournee, genaamd Final Fling, waarna de leden de band ophieven in 2000.
In november 2001 verdween Stuart wederom, naar later bleek naar Honolulu, Hawaï. Hij stierf daar op 16 december 2001 door zelfdoding.
- Biblioteca Nacional de España: XX1600840
- Gemeinsame Normdatei: 13431106X
- International Standard Name Identifier: 0000 0000 5547 8379
- Library of Congress Control Number: n92019973
- MusicBrainz: eeb57304-1e23-49ee-8d55-b459d081843a
- Nederlandse Thesaurus van Auteursnamen: 071639055
- Virtual International Authority File: 48418014
- WorldCat: E39PBJfmhMgjcK6R3pBcrpT8md